# Línia evolutiva de Feebas
Aquesta línia evolutiva de Pokémon inclou Feebas i Milotic.

## Feebas
Feebas és una de les espècies que apareixen a la franquícia Pokémon. És de tipus aigua i evoluciona a Milotic.

## Milotic
Milotic és una de les espècies que apareixen a la franquícia Pokémon. És de tipus aigua i evoluciona de Feebas.